# Bogdan Bucurică
Bogdan Bucurica (sinh ngày 11 tháng 2 năm 1986) là một cầu thủ bóng đá người România thi đấu cho Voluntari.

## Sự nghiệp
Bucurică bắt đầu sự nghiệp chuyên nghiệp tại "U" Alpan Târgovişte. Tuy nhiên, trong mùa hè năm 2004, anh được câu lạc bộ hạng hai Pháp LB Châteauroux thu nhận. Anh không thi đấu nhiều, chủ yếu là do chấn thương.
Trong mùa hè năm 2006, Bucurică ký hợp đồng cho CFR Cluj. Anh dính chấn thương đầu mùa giải the 2006-07 và phải nghỉ đến mùa hè năm 2007.
Bucurică từng thi đấu cho đội tuyển U-19 România.

## Danh hiệu
Unirea Alba Iulia
- Românian Second League: 2008-09